# 린이치
린이치(林漪娸, 임의기, 본명은 린치원(林綺雯, 임기문), 영문명은 Yvonne Lam, 1959년 4월 19일 ~ )는 중화인민공화국 홍콩 특별행정구의 여성 영화배우, 텔레비전 연기자이다.

## 생애
홍콩에서 출생하였으며 지난날 한때 중화인민공화국 광둥성 장먼 시 타이산 현에서 잠시 유아기를 보낸 적이 있는 그녀는 1980년 미스 홍콩 선발대회에서 입상하여 첫 데뷔하였고 이듬해 1981년 텔레비전 드라마에서 연기자 데뷔하였으며 이어 같은 해 1981년 영화 《장배(長輩)》의 단역으로 영화배우 데뷔하였다.

## 같이 보기
- 관쥐잉
- 천슈주
- 상톈어